# 桃園市公車路線列表
本條目除表列出桃園市市區公車路線外，亦包含所有行經桃園市境內且設有站點之新北市市區公車、公路客運、國道客運，以及由桃園市政府交通局統籌之桃園市民免費公車路線。

## 營運公司
- 桃園市市區公車：主管機關為桃園市政府交通局，主要分為桃園區公車、中壢區公車及由桃園客運、中壢客運和亞通客運經營，原行駛於桃園市內各區與部分跨縣市之公路客運，其中包含臺灣好行觀光公車、高鐵快捷公車以及桃園捷運先導公車，目前由桃園客運、中壢客運、統聯客運、三重客運、指南客運、亞通客運、金台通運與捷乘客運等業者共同經營。

- 新北市市區公車：部分路線亦行經桃園市境內，主要行經區域為龜山區迴龍地區、林口長庚地區和蘆竹區南崁地區。

- 國道客運：許多路線將桃園市境內站點設為中繼站，除了跨縣市長距離的路線外，針對有搭機需求的民眾，桃園國際機場也獨自發展成國道客運的聚集點；此外，由於桃園市與台北、新北兩市來往甚密，也發展出不少經由國道來往大台北的公車路線。

- 桃園市民免費公車：在桃園升格直轄市前，是由各鄉鎮市主導規劃，升格後則是由桃園市政府交通局統籌，以全新的「桃園市樂活巴」為名，並視需求和針對沒有免費公車的區開闢新路線，服務範圍涵蓋全市13區。

新編號於2010年1月1日啟用，之前還是使用舊編號。
本列表僅提供目前的路線資訊，昔日的已停駛路線，請見最底下的章節。

## 市區公車
| 編號 | 舊編號                 | 路線名／起訖站                       | 經營業者          | 備註 |
| ---- | ---------------------- | ------------------------------------ | ----------------- | --- |
| 1    | 1                      | 中壢－桃園                           | 桃園客運 中壢客運 | 聯營路線，台一幹線 |
| 1A   | 1甲                    | 中壢－桃園                           | 桃園客運          | 經中壢高中，配合中壢高中上、下課時間發車                                                                                             |
| 1B   | 1乙                    | 中壢－桃園                           | 桃園客運          | 桃園路段延駛至桃園榮民醫院 |
| 101  | 101                    | 桃園－果菜市場                       | 桃園客運          | 經桃園區公所、中興國中 |
| 102  | 2                      | 桃園－景雲新村                       | 桃園客運          | 經桃園監理站 |
| 103  | 103                    | 桃園－華映公司（和平路）             | 桃園客運          | 經建國國中、大成國中 |
| 105  | 5乙                    | 桃園－大有路                         | 桃園客運          | 經桃園農工、桃園巨蛋、桃園高中、桃園榮民醫院、新光三越                                                                               |
| 105A | 105A                   | 桃園－大有路                         | 桃園客運          | 繞駛大業路 |
| 105B | 105B                   | 桃園－大有路                         | 桃園客運          | 繞駛北區國稅局 |
| 106  | 6                      | 桃園－南崁                           | 指南客運          | 經文昌國中 與已停駛150路線（桃園客運桃園10路路線）重疊，僅桃園端行駛動線略有不同 原桃園－水汴頭－聯邦社區(行駛動線略有不同)          |
| 107  | 107                    | 桃園－大湳                           | 桃園客運          | 經國際路、桃園地方法院 |
| 109  | 109                    | 桃園－新興高中                       | 桃園客運          | |
| 111  | 111                    | 中壢－南勢                           | 桃園客運          | |
| 112N | 112北                  | 中壢－忠貞                           | 中壢客運          | 112南/北兩線，於2005年前為桃園客運與中壢客運共營，但中壢客運通常使用更舊的編號（見停駛列表）。                                       |
| 112S | 112南                  | 中壢－忠貞                           | 桃園客運          | 末班車於中途直接返回霄裡保養場，不回中壢車站                                                                                         |
| 113  | 13                     | 桃園－幸福社區                       | 桃園客運          | |
| 115A | 115甲                  | 中壢－平東路                         | 桃園客運          | |
| 115B | 115乙                  | 中壢－平東路                         | 桃園客運          | |
| 116  | 6*                     | 中壢－自立新村                       | 桃園客運          | |
| 117  | 17                     | 桃園－寶慶路                         | 桃園客運          | |
| 117A | 117A                   | 桃園－寶慶路                         | 桃園客運          | 繞駛中埔一街及南平路 |
| 118  | 118                    | 中壢－中壢高中                       | 桃園客運          | |
| 119  | 119                    | 中壢－聯新國際醫院                   | 桃園客運          | 經育達高中、復旦高中 |
| 120  | 102                    | 捷運環北站－太子鎮                   | 桃園客運 中壢客運 | 兩家業者輪流行駛，若由桃園客運行駛，末班車至太子後直接返回霄裡保養場                                                                 |
| 122  | 12                     | 中壢－鄉界                           | 中壢客運          | 經萬能科技大學 |
| 125  | 5甲                    | 桃園－三聖宮                         | 桃園客運          | 經桃園農工、桃園巨蛋、桃園高中 |
| 129  | 9*                     | 桃園－大竹                           | 亞通客運          | 原中壢客運路線，2024年9月2日起以試辦路線代駛至正式業者接替                                                                           |
| 130  | 10*                    | 桃園－榮民之家                       | 中壢客運          | 經八德國中、大安國小 |
| 132  | 2                      | 中壢－中央大學                       | 桃園客運          | |
| 133  | 10                     | 中壢－中央大學                       | 中壢客運          | |
| 135  | 15                     | 中壢－內壢高中                       | 桃園客運          | 經SOGO |
| 137  | 7*                     | 桃園－銘傳大學                       | 桃園客運          | 平日上下課尖峰時刻加開直達車 |
| 139  | 9*                     | 桃園－新庄廟                         | 桃園客運          | 經桃園市政府、武陵高中、衛生福利部桃園醫院 繞駛大興路                                                                                |
| 151  | 15甲                   | 桃園－同安街                         | 桃園客運          | |
| 152  | 15乙                   | 桃園－同安街                         | 桃園客運          | |
| 155  | 5甲                    | 中壢－元智大學                       | 桃園客運          | |
| 156  | 5乙                    | 中壢－內壢家樂福                     | 桃園客運          | |
| 157  | 117                    | 桃園－八德－新興高中                 | 桃園客運          | 經大潤發八德店、八德國中 |
| 167  | 7                      | 中壢→篤行六村→內壢→中壢              | 中壢客運          | |
| 167A | 167A                   | 中壢→內壢→篤行六村→中壢              | 中壢客運          | |
| 168  | 168                    | 桃園後火車站－內壢復興宮             | 統聯客運          | 經桃園高中、榮總、藝文特區、中路計劃區、內壢火車站、武陵高中、地方法院、新光三越(大有路)                                             |
| 168A | 168A                   | 桃園後火車站－內壢復興宮             | 統聯客運          | 2020年4月1日通車。 繞駛龜山工業區 |
| 169  | 9                      | 中壢－華勛社區                       | 桃園客運          | |
| 169A | 169A                   | 中壢－華勛社區                       | 桃園客運          | 延駛內壢火車站 |
| 170  | 17                     | 中壢－高鐵桃園站                     | 中壢客運          | |
| 171  | 11                     | 中壢－捷運老街溪站                   | 桃園客運          | 原中壢－青埔(原終點為皇家社區) |
| 172  | 172                    | 中央大學－高鐵桃園站                 | 桃園客運 中壢客運 | 經領航南路 原中壢－中央大學－高鐵桃園站                                                                                              |
| 173  | 132A                   | 中央大學－高鐵桃園站                 | 桃園客運 中壢客運 | |
| 175  |                        | 八德轉運站循環線                     | 統聯客運          | 2024年2月19日通車，2024年3月1日賦予正式路線編號                                                                                      |
| 188  | 188A                   | 桃園後站－中正藝文特區               | 桃園客運          | 經桃園監理站 |
| 189  | 188                    | 桃園後站－經國轉運站                 | 桃園客運          | 經武陵高中、龍安街、桃園藝文特區 |
| 201  | 201                    | 蘆竹－八德                           | 桃園客運          | |
| 202  | 202                    | 體育大學－工四工業區                 | 桃園客運          | |
| 208  | 208                    | 捷運高鐵桃園站－八德                 | 統聯客運          | 經霄裡、內壢、大江購物中心 |
| 208A | 208A                   | 捷運高鐵桃園站－八德                 | 統聯客運          | 經大湳、內壢、大江購物中心 2021年2月22日通車。                                                                                       |
| 210A | 210                    | 過嶺－大崙－捷運高鐵桃園站           | 統聯客運          | 2019年3月4日通車。 |
| 212  | 212                    | 大溪－龍潭                           | 桃園客運          | 2019年8月1日通車。 |
| 212A | 212A                   | 大溪－龍潭                           | 桃園客運          | 2019年8月1日通車。 繞駛僑愛、埔頂、國軍醫院                                                                                          |
| 213  | 213                    | 桃花園飯店－長庚醫院                 | 統聯客運          | 2021年2月22日通車。 |
| 220  | L101 L101A             | 桃園區公所－環狀紅線                 | 桃園客運          | 2020年8月1日通車。 |
| 220A | L101B                  | 桃園區公所－環狀紅線                 | 桃園客運          | 2020年8月1日通車。 繞駛三聖宮 |
| 221  | L102 L102A             | 桃園區公所－環狀紅線                 | 桃園客運          | 經寶山街 2020年8月1日通車。 |
| 222  | L103 L103A             | 桃園區公所－環狀藍線                 | 桃園客運          | 經敏盛醫院 2020年8月1日通車。 |
| 223  | L105 L105A             | 桃園區公所－環狀藍線                 | 桃園客運          | 經南平路 2020年8月1日通車。 |
| 225  | L106 L106A L106B L106C | 桃園區公所－後站紅線                 | 桃園客運          | 2020年8月1日通車。 |
| 225A | L106 L106A L106B L106C | 桃園區公所－後站紅線                 | 桃園客運          | 2020年8月1日通車。 繞駛福林街 |
| 226  | L107 L107A             | 桃園區公所－後站藍線                 | 桃園客運          | 2020年8月1日通車。 |
| 227  | L108 L108A L108B       | 桃園區公所－中路紅線                 | 捷乘客運          | 2025年5月26日接駛，桃小巴路線。 |
| 227A | L108 L108A L108B       | 桃園區公所－中路紅線                 | 捷乘客運          | 經龍泉六街 2025年5月26日接駛，桃小巴路線。                                                                                           |
| 228  | L109                   | 桃園區公所－中路藍線                 | 桃園客運          | 2020年8月1日通車。 |
| 229  | L201                   | 中壢區公所－外環紅線                 | 桃園客運          | 2020年8月1日通車。 |
| 230  | L202                   | 中壢區公所－外環藍線                 | 桃園客運          | 2020年8月1日通車。 |
| 231  | L203                   | 中壢區公所－龍岡綠線                 | 桃園客運          | 2020年8月1日通車。 |
| 231A | L203A                  | 中壢區公所－龍岡綠線                 | 桃園客運          | 2020年8月1日通車。 繞駛興仁路 |
| 232  | L205                   | 中壢區公所－龍岡棕線                 | 桃園客運          | 2020年8月1日通車。 |
| 232A | L205A                  | 中壢區公所－龍岡棕線                 | 桃園客運          | 2020年8月1日通車。 繞駛興仁路 |
| 233  | L212                   | 平鎮區公所－山仔頂紅線               | 桃園客運          | 2020年8月1日通車。 |
| 235  | L213                   | 平鎮區公所－山仔頂藍線               | 桃園客運          | 2020年8月1日通車。 |
| 236  | L322                   | 龜山區公所－兔坑紅線                 | 桃園客運          | 2020年8月1日通車。 |
| 237  | L323                   | 龜山區公所－兔坑藍線                 | 桃園客運          | 2020年8月1日通車。 |
| 238  | L501                   | 紅土厝－長庚醫院桃園分院             | 桃園客運          | 2020年8月1日通車。 |
| 239  | L720                   | 龍潭區衛生所－北水局                 | 桃園客運          | 2020年8月1日通車。 |
| 251  | L607                   | 職訓中心－過嶺加油站                 | 金台通運          | 2020年8月1日通車。 |
| 252  | L610                   | 楊梅行政園區－光裕北街               | 金台通運          | 2020年8月1日通車。 |
| 252A | L610A                  | 楊梅行政園區－光裕北街               | 金台通運          | 2020年8月1日通車。 繞駛怡仁醫院 |
| 253  | L616                   | 雅典社區－埔心後火車站               | 金台通運          | 2020年8月1日通車。 |
| 261  |                        | 桃園火車站－銘傳大學(桃園校區)       | 桃園客運          | 2022年9月1日通車，原銘傳大學專車路線轉型。                                                                                           |
| 262  |                        | 捷運迴龍站－銘傳大學(桃園校區)       | 桃園客運          | 2022年9月1日通車，原銘傳大學專車路線轉型。                                                                                           |
| 263  |                        | 大溪－恩主公醫院                     | 桃園客運          | 2023年12月5日通車。 |
| 265A | 265                    | 桃園－鶯歌火車站                     | 桃園客運          | 2024年7月15日起試辦行駛 |
| 301  |                        | 桃園－楊梅                           | 桃園客運          | 經埔心、宋屋、中壢、內壢、武陵高中，2022年6月1日改為桃園客運獨營                                                                     |
| 301A | 301                    | 龜山－楊梅                           | 桃園客運          | 經埔心、宋屋、中壢、內壢、武陵高中，2022年6月1日改為桃園客運獨營                                                                     |
| 302  | 707                    | 桃園－高鐵桃園站                     | 桃園客運          | 經經國轉運站、南竹路 |
| 302A | L305                   | 高鐵桃園站－蘆竹區公所               | 桃園客運          | 經南竹路 2020年7月1日通車。 |
| 307  | L307                   | 蘆竹區公所－開南大學                 | 桃園客運          | 經南竹路 2020年6月1日通車。 |
| 307A | L307A                  | 蘆竹區公所－開南大學                 | 桃園客運          | 經南竹路 延駛桃園醫院 2020年6月1日通車。                                                                                             |
| 309  | 309C                   | 銘傳大學－蘆竹區公所                 | 桃園客運          | 經大有、桃園藝文特區、南崁 2025年3月20日起轉為正式路線，編號由309C變更為309。                                                        |
| 603  |                        | 長庚大學－捷運丹鳳站                 | 三重客運          | 2018年10月29日通車。 |
| 606  |                        | 大坪頂循環線                         | 三重客運          | 2024年1月31日通車。 |
| 607  | 605B                   | 長庚醫院－捷運迴龍站                 | 三重客運          | 2023年8月1日通車。 |
| 608  |                        | 樹林保安街－桃園大有路               | 三重客運          | 2024年2月1日起試辦行駛 |
| 701  | 701                    | 國軍桃園總醫院－長庚醫院             | 桃園客運 中壢客運 | 經百年大鎮、山子頂、中壢、中壢交流道                                                                                                 |
| 701A |                        | 國軍桃園總醫院－中壢                 | 桃園客運          | 經百年大鎮、山子頂、中壢 |
| 702  | 702                    | 大溪－長庚醫院                       | 桃園客運 中壢客運 | 經員樹林、桃園中正藝文特區、南崁交流道                                                                                               |
| 703  | 703                    | 竹圍－中壢                           | 亞通客運          | 經南崁、中壢交流道、中壢高中、中壢觀光夜市                                                                                           |
| 706  |                        | 桃園車站－桃園國際機場               | 統聯客運          | 經國際路、南桃園交流道、大園交流道                                                                                                   |
| 706A |                        | 桃園車站－桃園國際機場               | 統聯客運          | 繞駛大園市區，不停靠華航諾富特飯店                                                                                                   |
| 706B |                        | 桃園車站－桃園國際機場               | 統聯客運          | 經華航諾富特飯店(僅單向往桃園市區)                                                                                                   |
| 707  | 707A                   | 振聲中學－桃園棒球場                 | 桃園客運          | 經桃園交流道、大竹交流道、高鐵桃園站                                                                                                 |
| 708  |                        | 長庚醫院－南崁                       | 三重客運          | 經台茂購物中心、林口三井Outlet |
| 708A |                        | 長庚醫院－捷運山鼻站                 | 三重客運          | 繞駛捷運山鼻站(A10) |
| 709  |                        | 平鎮－捷運永寧站                     | 指南客運 統聯客運 | 經北二高，2022年7月1日調整為循環線模式營運                                                                                           |
| 709A | 區間                   | 龍潭－捷運永寧站                     | 統聯客運          | 經北二高，往程有固定發車時刻 |
| 709B |                        | 平鎮－捷運永寧站                     | 指南客運 統聯客運 | 經北二高，2022年7月1日新增，往返程皆有固定發車時刻                                                                                   |
| 710  | 710B                   | 內柵－捷運永寧站                     | 亞通客運          | 經北二高 於2024年3月30日正式接駛原捷順交通710B路線                                                                                   |
| 710A | 710                    | 大溪－捷運永寧站                     | 亞通客運          | 經北二高 於2024年3月30日正式接駛原捷順交通710路線並調整行車動線                                                                      |
| 711  |                        | 中壢－藝文特區－林口長庚醫院         | 桃園客運          | 經內壢交流道、南桃園交流道、中正藝文特區、南平運動中心、桃園交流道、林口交流道                                                       |
| 712  |                        | 龍潭－捷運永寧站                     | 桃園客運          | 經國軍桃園總醫院、員樹林、大溪交流道                                                                                                 |
| 713  |                        | 八德－捷運永寧站                     | 統聯客運          | 經建國路、和平路、八德轉運站、大湳交流道、土城交流道，2018年10月1日移撥，2024年2月19日起配合八德轉運站啟用調整動線； 原國道客運1659A |
| 715  |                        | 八德－捷運永寧站                     | 統聯客運          | 經介壽路、義勇街、八德轉運站、大湳交流道、土城交流道，2018年10月1日移撥，2024年2月19日起配合八德轉運站啟用調整動線； 原國道客運1659B |
| 716  |                        | 八德轉運站－捷運永寧站               | 統聯客運          | 經大湳交流道、土城交流道，2018年10月1日移撥，2024年2月19日起配合八德轉運站啟用調整動線； 原國道客運1659C                             |
| 717  |                        | 龍岡圓環－捷運永寧站                 | 統聯客運          | 2019年3月4日通車，2024年2月19日起配合八德轉運站啟用調整動線                                                                          |
| 721  |                        | 八德轉運站－桃園長庚轉運站           | 統聯客運          | 經大湳交流道、機場系統交流道、林口交流道 2024年5月2日通車。                                                                          |
| 722  |                        | 楊梅－捷運三重國小站                 | 亞通客運          | 2024年8月9日通車。 |
| 722A |                        | 楊梅－桃園長庚轉運站－捷運三重國小站 | 亞通客運          | 繞駛桃園長庚轉運站 2024年8月9日通車。                                                                                                |
| 723  |                        | 經國轉運站-莊敬路-捷運三重國小站     | 亞通客運          | |
| 723A |                        | 經國轉運站-南平路-捷運三重國小站     | 亞通客運          | |
| 725  |                        | 龍潭 - 永寧轉運站(經中科院)          | 統聯客運          | |
| 726  |                        | 八德- 高鐵桃園站(經八德轉運站)       | 統聯客運          | |
| 727  |                        | 桃園巨蛋 - 永寧轉運站                | 亞通客運          | |

## 觀光公車
| 編號          | 舊編號 | 起訖站                 | 經營業者          | 備註                                         |
| ------------- | ------ | ---------------------- | ----------------- | -------------------------------------------- |
| 501           |        | 高鐵桃園站－大溪－慈湖 | 桃園客運 中壢客運 | 台灣好行大溪快線                             |
| 502           |        | 桃園－大湳－小烏來     | 桃園客運          | 台灣好行小烏來線，僅假日行駛                 |
| 502(大溪發車) |        | 大溪 - 角板山－小烏來  | 桃園客運          | 台灣好行小烏來線(大溪站發車)，僅假日行駛     |
| 503           |        | 中壢－龍潭－石門水庫   | 桃園客運          | 台灣好行石門水庫線，僅寒暑假及國定例假日行駛 |
| 505           |        | 中壢－觀音             | 桃園客運          | 濱海觀光線，僅假日行駛                       |
| 506           |        | 大溪－東眼山           | 桃園客運          | 台灣好行東眼山線，2020年9月1日通車           |

## 高鐵快捷公車
| 編號 | 舊編號 | 起訖站           | 經營業者 | 備註                         |
| ---- | ------ | ---------------- | -------- | ---------------------------- |
| 206  | 106    | 桃園－高鐵桃園站 | 桃園客運 |                              |
| 206A | 106    | 桃園－高鐵桃園站 | 桃園客運 | 繞駛開南大學校區，一日三班次 |
| 206B | 106    | 桃園－高鐵桃園站 | 桃園客運 | 繞駛捷運領航站，一日一班次   |
| 206C | 106    | 桃園－高鐵桃園站 | 桃園客運 | 繞駛開南大學校區，捷運領航站 |
| 206D | 106    | 桃園－高鐵桃園站 | 桃園客運 | 直達車                       |
| 206E | 106    | 桃園－高鐵桃園站 | 桃園客運 | 直達車，繞駛開南大學校區     |

## 捷運先導公車
| 編號 | 舊編號 | 起訖站               | 經營業者          | 備註                                                           |
| ---- | ------ | -------------------- | ----------------- | -------------------------------------------------------------- |
| BR   |        | 桃園－捷運迴龍站     | 桃園客運 中壢客運 | 經龜山，桃園客運內部編號為600、中壢客運內部編號為602，萬壽幹線 |
| GR   |        | 桃園後站－捷運坑口站 | 桃園客運          |                                                                |
| GR2  |        | 桃園－八德           | 桃園客運          | 2019年3月起，所有班次繞駛遠雄愛菲爾，與支線GR2A合併            |

## 四碼路線
（2016年12月1日移撥為市區公車。）
| 編號  | 路線名／起訖站                               | 經營業者 | 備註                                                      |
| ----- | -------------------------------------------- | -------- | --------------------------------------------------------- |
| 5000  | 桃園－至善高中（經大溪）                     | 桃園客運 | 2016年12月1日移撥                                         |
| 5006  | 中壢－長安路                                 | 桃園客運 | 2016年12月1日移撥                                         |
| 5008  | 桃園－中壢（經龍岡）                         | 桃園客運 | 2016年12月1日移撥                                         |
| 5009  | 桃園－捷運泰山貴和站                         | 桃園客運 | 2016年12月1日移撥                                         |
| 5010  | 桃園－中壢（經仁美、八德）                   | 桃園客運 | 2016年12月1日移撥                                         |
| 5011  | 桃園－中壢（經竹巷）                         | 桃園客運 | 2016年12月1日移撥                                         |
| 5014  | 桃園－捷運山鼻站（經南祥路）                 | 桃園客運 | 2016年12月1日移撥；原為桃園－南崁（經南祥路）             |
| 5015  | 桃園－大園（經南崁）                         | 桃園客運 | 2016年12月1日移撥                                         |
| 5016  | 桃園－竹圍（經山腳）                         | 桃園客運 | 2016年12月1日移撥                                         |
| 5017  | 中壢－竹圍（經楊厝）                         | 桃園客運 | 2016年12月1日移撥                                         |
| 5018  | 桃園－水尾（經蘆竹）                         | 桃園客運 | 2016年12月1日移撥                                         |
| 5019  | 桃園－沙崙（經蘆竹）                         | 桃園客運 | 2016年12月1日移撥                                         |
| 5020  | 桃園－下福                                   | 桃園客運 | 2016年12月1日移撥                                         |
| 5021  | 桃園－下海湖                                 | 桃園客運 | 2016年12月1日移撥                                         |
| 5022  | 桃園－竹圍（經南崁）                         | 桃園客運 | 2016年12月1日移撥；部分繞駛至捷運坑口站(5022A)            |
| 5023  | 桃園－大園（經楊厝）                         | 桃園客運 | 2016年12月1日移撥                                         |
| 5025  | 中壢－新屋（經藍埔）                         | 桃園客運 | 2016年12月1日移撥                                         |
| 5026  | 中壢－新坡（經富源）                         | 桃園客運 | 2016年12月1日移撥                                         |
| 5027  | 中壢－後湖                                   | 桃園客運 | 2016年12月1日移撥                                         |
| 5028  | 新屋－下北湖                                 | 捷乘客運 | 2025年8月13日接駛，桃小巴路線                             |
| 5030  | 中壢－下北湖                                 | 桃園客運 | 2016年12月1日移撥                                         |
| 5031  | 中壢－福興宮（經新屋）                       | 桃園客運 | 2016年12月1日移撥                                         |
| 5032  | 中壢－觀音（經石磊）                         | 桃園客運 | 2016年12月1日移撥                                         |
| 5033  | 中壢－觀音（經保生）                         | 桃園客運 | 2016年12月1日移撥                                         |
| 5035  | 中壢－新屋（經過嶺）                         | 桃園客運 | 2016年12月1日移撥                                         |
| 5038  | 中壢－東福園（經山東）                       | 桃園客運 | 2016年12月1日移撥                                         |
| 5039  | 中壢－中壢（經永安、觀音）                   | 桃園客運 | 2016年12月1日移撥                                         |
| 5040  | 桃園－觀音（經中厝）                         | 桃園客運 | 2016年12月1日移撥                                         |
| 5041  | 中壢－觀音（經白玉）                         | 桃園客運 | 2016年12月1日移撥                                         |
| 5042  | 中壢－觀音（經新坡）                         | 桃園客運 | 2016年12月1日移撥                                         |
| 5043  | 中壢－樹林新村                               | 桃園客運 | 2016年12月1日移撥;(經草漯) ;終點臺玻(觀音工業區內)        |
| 5044  | 桃園－龍潭（經十一份）                       | 桃園客運 | 2016年12月1日移撥                                         |
| 5048  | 龍潭－石門水庫（經十一份）                   | 桃園客運 | 2016年12月1日移撥                                         |
| 5049  | 龍潭－逸園（經三角林）                       | 桃園客運 | 2016年12月1日移撥                                         |
| 5050  | 中壢－石門水庫（經員樹林）                   | 桃園客運 | 2016年12月1日移撥                                         |
| 5051  | 龍潭－大坪                                   | 桃園客運 | 2016年12月1日移撥                                         |
| 5053  | 桃園－龍潭（經九龍村）                       | 桃園客運 | 2016年12月1日移撥；部分繞駛804醫院(5053A)，介壽幹線       |
| 5055  | 中壢－石門水庫（經山仔頂）                   | 桃園客運 | 2016年12月1日移撥                                         |
| 5056  | 桃園－石門水庫                               | 桃園客運 | 2016年12月1日移撥                                         |
| 5057  | 桃園－長庚醫院分院（經大埔、工四工業區）     | 桃園客運 | 2016年12月1日移撥                                         |
| 5059  | 桃園－桃園機場（經南崁）                     | 桃園客運 | 2016年12月1日移撥                                         |
| 5060  | 桃園－榮民之家（經更寮腳）                   | 桃園客運 | 2016年12月1日移撥，經監理站、建國國中、福豐國中           |
| 5061  | 桃園－建國十九村（經大竹）                   | 桃園客運 | 2016年12月1日移撥                                         |
| 5063  | 桃園－竹林山寺（經光華坑）                   | 桃園客運 | 2016年12月1日移撥                                         |
| 5065  | 桃園－體育學院（經大埔、中正運動公園）       | 桃園客運 | 2016年12月1日移撥                                         |
| 5068  | 桃園－合家歡社區－福山宮（經龜山後街）       | 桃園客運 | 2016年12月1日移撥。 2019年5月20日與5064合併，延駛至福山宮 |
| 5069  | 桃園－醒吾科大（經赤塗崎）                   | 桃園客運 | 2016年12月1日移撥                                         |
| 5071  | 桃園－醒吾科大（經貓尾崎）                   | 桃園客運 | 2016年12月1日移撥                                         |
| 5073  | 桃園－頂社                                   | 桃園客運 | 2016年12月1日移撥                                         |
| 5077  | 中壢－大園（經柴梳崙）                       | 桃園客運 | 2016年12月1日移撥                                         |
| 5078  | 中壢－建國八村（經五塊厝）                   | 桃園客運 | 2016年12月1日移撥                                         |
| 5081  | 中壢－大園（經下洽溪）                       | 桃園客運 | 2016年12月1日移撥                                         |
| 5082  | 中壢－大園（經雙溪口）                       | 桃園客運 | 2016年12月1日移撥                                         |
| 5083  | 捷運大園站－潮音                             | 捷乘客運 | 2025年8月13日接駛，桃小巴路線                             |
| 5084  | 捷運大園站－苗圃橋                           | 捷乘客運 | 2025年8月13日接駛，桃小巴路線                             |
| 5085  | 捷運大園站－沙崙                             | 捷乘客運 | 2025年8月13日接駛，桃小巴路線                             |
| 5086  | 桃園－大園（經五塊厝）                       | 桃園客運 | 2016年12月1日移撥，部分班次繞駛捷運大園站                 |
| 5087  | 中壢－大園（經青埔）                         | 桃園客運 | 2016年12月1日移撥                                         |
| 5089  | 中壢－桃園機場（經大園）                     | 桃園客運 | 2016年12月1日移撥                                         |
| 5090  | 桃園－上巴陵－林班口                         | 桃園客運 | 2016年12月1日移撥                                         |
| 5091  | 中壢－上巴陵－林班口                         | 桃園客運 | 2016年12月1日移撥                                         |
| 5093  | 大溪－羅浮－巴陵                             | 桃園客運 | 2016年12月1日移撥                                         |
| 5094  | 大溪－三光（沙崙子）－巴陵                   | 桃園客運 | 2016年12月1日移撥                                         |
| 5096  | 桃園－大溪（經更寮腳）                       | 桃園客運 | 2016年12月1日移撥，介壽幹線                               |
| 5097  | 大溪－竹篙厝（經美華）                       | 桃園客運 | 2016年12月1日移撥                                         |
| 5098  | 中壢－大溪（經官路缺）                       | 桃園客運 | 2016年12月1日移撥，經健行科技大學                         |
| 5099  | 大溪－阿姆坪（經懷德橋）                     | 桃園客運 | 2016年12月1日移撥，大溪→懷德橋→阿姆坪→百吉→大溪           |
| 5101  | 大溪－鶯歌（經中新）                         | 桃園客運 | 2016年12月1日移撥                                         |
| 5104  | 大溪－復興                                   | 桃園客運 | 2016年12月1日移撥                                         |
| 5105  | 大溪－小烏來（經三民）                       | 桃園客運 | 2016年12月1日移撥                                         |
| 5106  | 大溪－霞雲村（經復興）                       | 桃園客運 | 2016年12月1日移撥                                         |
| 5107  | 大溪－蝙蝠洞（經三民）                       | 桃園客運 | 2016年12月1日移撥                                         |
| 5109  | 大溪－高遶                                   | 桃園客運 | 2016年12月1日移撥                                         |
| 5110  | 大溪－坪林                                   | 桃園客運 | 2016年12月1日移撥                                         |
| 5112  | 大溪－中壢（經八德）                         | 桃園客運 | 2016年12月1日移撥                                         |
| 5118  | 中壢－下內定（經五塊厝）                     | 桃園客運 | 2016年12月1日移撥，中壢→五塊厝→下內定→中壢                |
| 5301  | 桃園－上巴陵－林班口                         | 中壢客運 | 2016年12月1日移撥                                         |
| 5607  | 湖口－楊梅（經二湖）                         | 亞通客運 | 2016年12月1日移撥，原新竹客運路線                         |
| 5616  | 龍潭－中壢                                   | 亞通客運 | 2016年12月1日移撥，原新竹客運路線                         |
| 5616A | 龍潭－中壢（繞駛捷運老街溪站）               | 亞通客運 | 2024年5月13日新增，以循環線模式營運                       |
| 5616B | 龍潭－中壢（去程繞駛祥安國小、捷運老街溪站） | 亞通客運 | 2024年5月13日新增，以循環線模式營運                       |
| 5616C | 龍潭－中壢（返程繞駛祥安國小、捷運老街溪站） | 亞通客運 | 2024年5月13日新增，以循環線模式營運                       |
| 5617  | 關西－中壢                                   | 亞通客運 | 2016年12月1日移撥，原新竹客運路線                         |
| 5617A | 關西－中壢(繞駛關西高中)                     | 亞通客運 | 2016年12月1日移撥，原新竹客運路線                         |
| 5623  | 楊梅－中壢（經縱貫路）                       | 亞通客運 | 2016年12月1日移撥，原新竹客運路線                         |
| 5624  | 中壢－湖口（經楊梅）                         | 亞通客運 | 2016年12月1日移撥，原新竹客運路線                         |
| 5644  | 中壢－頂好社區（經山仔頂工業區）             | 亞通客運 | 2016年12月1日移撥，原新竹客運路線                         |
| 5645  | 中壢－黃泥塘                                 | 亞通客運 | 2016年12月1日移撥，原新竹客運路線                         |
| 5646  | 中壢－隘寮頂                                 | 亞通客運 | 2016年12月1日移撥，原新竹客運路線                         |
| 5647  | 龍潭－萬大社區（經埔心）                     | 亞通客運 | 2016年12月1日移撥，原新竹客運路線                         |
| 5648  | 龍潭－楊梅（經縱貫路）                       | 亞通客運 | 2016年12月1日移撥，原新竹客運路線                         |
| 5649  | 龍潭－新屋（經楊梅）                         | 亞通客運 | 2016年12月1日移撥，原新竹客運路線                         |
| 5650  | 楊梅－新屋                                   | 亞通客運 | 2016年12月1日移撥，原新竹客運路線                         |
| 5651  | 中壢－北高榮（經埔心）                       | 亞通客運 | 2016年12月1日移撥，原新竹客運路線                         |
| 5652  | 楊梅－東流里                                 | 亞通客運 | 2016年12月1日移撥，原新竹客運路線                         |
| 5653  | 中壢－六福村（經車頭）                       | 亞通客運 | 2016年12月1日移撥，原新竹客運路線                         |
| 5654  | 中壢－新屋（經楊梅）                         | 亞通客運 | 2016年12月1日移撥，原新竹客運路線                         |
| 5671  | 中壢－國軍桃園總醫院（經龍潭）               | 亞通客運 | 2016年12月1日移撥，原新竹客運路線                         |
| 5672  | 中壢－國軍桃園總醫院（經黃泥塘）             | 亞通客運 | 2016年12月1日移撥，原新竹客運路線                         |
| 5674  | 中壢－金雞湖（經東勢）                       | 亞通客運 | 2016年12月1日移撥，原新竹客運路線                         |

## 市民免費公車

### 桃園區
| 編號 | 路線名           | 經營業者 | 備註                                   |
| ---- | ---------------- | -------- | -------------------------------------- |
| L110 | 埔子紅線（埔紅） | 桃園客運 |                                        |
| L111 | 埔子藍線（埔藍） | 桃園客運 |                                        |
| L112 | 府前線           | 桃園客運 | 星期例假日不行駛，使用無障礙低底盤巴士 |

### 八德區
| 編號      | 路線名 | 經營業者 | 備註                                                                             |
| --------- | ------ | -------- | -------------------------------------------------------------------------------- |
| L113 L115 | 紅線   | 亞通客運 | 經鶯歌區邊界                                                                     |
| L116 L117 | 藍線   | 亞通客運 | 經鶯歌區邊界                                                                     |
| L118 L119 | 紫線   | 亞通客運 | 2017年1月1日整併，原L120、L121改編作綠線編號                                     |
| L120 L121 | 綠線   | 亞通客運 | 2017年1月1日起更改編號（襲用原紫線部分編號），原L122、L123、L125、L126四編號撤銷 |

### 中壢區
| 編號  | 路線名       | 經營業者 | 備註                 |
| ----- | ------------ | -------- | -------------------- |
| L206  | 大崙橘線     | 勁揚通運 |                      |
| L206A | 大崙橘線     | 勁揚通運 | 繞駛山安路           |
| L207  | 大崙紫線     | 勁揚通運 |                      |
| L207A | 大崙紫線     | 勁揚通運 | 繞駛山安路           |
| L208  | 內環黃線     | 勁揚通運 |                      |
| L209  | 內定青埔灰線 | 勁揚通運 |                      |
| L209A | 內定青埔灰線 | 勁揚通運 | 繞駛中壢殯葬服務中心 |

### 平鎮區
| 編號 | 路線名   | 經營業者 | 備註 |
| ---- | -------- | -------- | ---- |
| L210 | 東勢紅線 | 勁揚通運 |      |
| L211 | 東勢藍線 | 勁揚通運 |      |
| L215 | 平南紅線 | 勁揚通運 |      |
| L216 | 平南藍線 | 勁揚通運 |      |
| L217 | 高連紅線 | 勁揚通運 |      |
| L218 | 高連藍線 | 勁揚通運 |      |

### 蘆竹區
| 編號  | 路線名  | 經營業者 | 備註                   |
| ----- | ------- | -------- | ---------------------- |
| L302  | 黃線    | 亞通客運 | 部分車次行經仁愛路三段 |
| L302A | 黃線A   | 亞通客運 |                        |
| L302B | 黃線B   | 亞通客運 |                        |
| L303  | 棕線    | 亞通客運 |                        |
| L303A | 棕線A   | 亞通客運 | 右線繞駛威天宮         |
| L306A | 紅線A   | 亞通客運 | 經八股路               |
| L306B | 紅線B   | 亞通客運 | 經蘆竹                 |
| L309  | 藍海線  | 亞通客運 |                        |
| L309A | 藍海線A | 亞通客運 | 山腳郵局發車           |
| L309B | 藍海線B | 亞通客運 | 繞駛山菓路             |
| L331A | 灰線A   | 亞通客運 |                        |
| L331C | 灰線C   | 亞通客運 |                        |
| L331D | 灰線D   | 亞通客運 |                        |

### 龜山區
| 編號  | 路線名       | 經營業者 | 備註                           |
| ----- | ------------ | -------- | ------------------------------ |
| L310  | 龜山紅線     | 勁揚通運 |                                |
| L311  | 龜山藍線     | 勁揚通運 |                                |
| L317  | 長庚醫院紅線 | 勁揚通運 |                                |
| L317A | 長庚醫院紅線 | 勁揚通運 | 繞駛文青路                     |
| L318  | 長庚醫院紅線 | 勁揚通運 | 不繞駛長庚桃園分院及長庚養生村 |
| L319  | 長庚醫院藍線 | 勁揚通運 |                                |
| L319A | 長庚醫院藍線 | 勁揚通運 | 繞駛文青路                     |
| L325  | 中坑線       | 勁揚通運 |                                |
| L326  | 坪頂線       | 勁揚通運 | 長庚國小發車                   |
| L327  | 坪頂線       | 勁揚通運 | 林口長庚醫院發車               |
| L329  | 嶺頂線       | 勁揚通運 | 經優美街                       |

### 大園區
| 編號 | 路線名     | 經營業者 | 起訖點               | 備註                     |
| ---- | ---------- | -------- | -------------------- | ------------------------ |
| L502 | 藍線       | 亞盛通運 |                      | 林口長庚醫院關懷福利專車 |
| L506 | 機場接駁線 | 亞盛通運 |                      |                          |
| L507 | 竹圍綠線   | 亞盛通運 | 竹圍國小－大園區公所 |                          |
| L508 | 潮音國小線 | 亞盛通運 | 潮音國小－捷運A15站  |                          |
| L518 | 竹圍棕線   | 亞盛通運 | 竹圍國小－大園區公所 |                          |

### 新屋區
| 編號  | 路線名                             | 經營業者 | 起訖點                               | 備註                       |
| ----- | ---------------------------------- | -------- | ------------------------------------ | -------------------------- |
| L601  | 新屋一線                           | 桃園客運 | 新屋區公所－富岡火車站               |                            |
| L602  | 新屋二甲線(繞駛永安漁港)           | 桃園客運 | 富岡火車站－蚵間里福興宮             | 往程繞駛永安漁港           |
| L602A | 新屋二甲線(繞駛永安漁港、動保園區) | 桃園客運 | 富岡火車站－蚵間里福興宮             | 往程繞駛永安漁港、動保園區 |
| L602B | 新屋二甲線(繞駛永安漁港、動保園區) | 桃園客運 | 富岡火車站－蚵間里福興宮             | 往程繞駛永安漁港、動保園區 |
| L603  | 新屋二乙線(繞駛永安漁港)           | 桃園客運 | 富岡火車站－蚵間里福興宮             | 返程繞駛永安漁港           |
| L603A | 新屋二乙線(繞駛永安漁港、動保園區) | 桃園客運 | 富岡火車站－蚵間里福興宮             | 返程繞駛永安漁港、動保園區 |
| L603B | 新屋二乙線(繞駛永安漁港、動保園區) | 桃園客運 | 富岡火車站－蚵間里福興宮             | 返程繞駛永安漁港、動保園區 |
| L605  | 高鐵線                             | 桃園客運 | 新屋區公所－高鐵桃園站               |                            |
| L605A | 高鐵線(延駛長庚醫院)               | 桃園客運 | 新屋區公所－高鐵桃園站－林口長庚醫院 |                            |
| L617  | 東明大坡線                         | 桃園客運 | 新榮路82巷口－蚵間里福興宮           |                            |

### 楊梅區
| 編號  | 路線名       | 經營業者 | 起訖點(行經路線) | 備註               |
| ----- | ------------ | -------- | --- | ------------------ |
| L608  | 永寧上田線   | 金台通運 | 老莊路739巷－陽森山莊－老莊路1－老莊路2－老莊路3－老坑口－楊梅國中－楊梅國小－民生報社站－思夢樂－楊明國中－大同國小－新街－楊梅火車站－新梅八街－月眉橋站－楊梅高中－大和社區站－高新街口－梅高幼獅路－童話森林社區－梅高路二段49巷－松鏡社區－顯伯公－美麗新城社區－邱家－和平路645巷－大眾駕訓班－上田里10鄰－上田國小－大造加油站 | 共31站,全程14公里  |
| L609  | 幼獅工業區線 | 金台通運 | 藝術社區－蘋果社區－瑞坪路口1－瑞坪路口2－儷府國宅－三民金溪路口－陽光學園－三民路43巷口2－瑞溪梅獅路口－瑞塘國小－瑞溪路－文化街－歡喜莊－金龍活動中心－福德街114巷－埔心區福德宮－永美路－銘德－真鑽社區－青山一街－比佛利社區－高獅路834巷                                                                                         | 共22站,全程9.8公里 |
| L611  | 富岡員本線   | 金台通運 | 順向為先經員本路，逆向為先經民有路 |                    |
| L612  | 富岡上湖線   | 金台通運 | 為循環線(民安路-楊湖路4段-富民路-新明路-中正路) |                    |
| L613  | 觀光路線     | 金台通運 | |                    |
| L613A | 觀光路線     | 金台通運 | L613A為從起點站延駛童話森林.鵬程萬里兩站之後再回走就直接走梅高路接原線繼續行駛.假日停駛.L613僅假日行駛.為循環線(金德路-梅高路-楊新路-大成路-中山路-中山北路-梅獅路-幼獅路一段-青年路-幼獅路2.3段-梅高路-金德路.L613A為金德路-梅高路-高薪路-梅高路-接原線)                                                                             |                    |
| L615  | 楊梅頭湖線   | 金台通運 | 楊梅後火車站－楊心國小-頭湖-中興-楊梅國小(中山)-行政園區-八方園餐廳(揚昇) |                    |

### 大溪區
| 編號  | 路線名        | 經營業者 | 備註                                                                 |
| ----- | ------------- | -------- | -------------------------------------------------------------------- |
| L701  | 河東線        | 桃園客運 | 2017年1月1日修改路線，原路線改編號為L710                             |
| L701A | 河東線        | 桃園客運 | 延駛向天坡                                                           |
| L705  | 環西甲線      | 桃園客運 | 2017年1月1日變更路線，平日由大溪區公所發車，假日由桃園客運大溪站發車 |
| L706  | 環西乙線      | 桃園客運 | 2017年1月1日變更路線，平日由大溪區公所發車，假日由桃園客運大溪站發車 |
| L707  | 環西支甲線    | 桃園客運 | 2017年1月1日變更路線，平日由大溪區公所發車，假日由桃園客運大溪站發車 |
| L708  | 環西支乙線    | 桃園客運 | 2017年1月1日變更路線，平日由大溪區公所發車，假日由桃園客運大溪站發車 |
| L712  | 河東線假日2線 | 桃園客運 | 2017年1月1日變更路線，由桃園客運大溪站發車，本線僅假日營運           |

### 龍潭區
| 編號 | 路線名         | 經營業者 | 起訖點                   | 備註                  |
| ---- | -------------- | -------- | ------------------------ | --------------------- |
| L716 | 龍潭科學園區線 | 勁揚通運 | 龍潭區公所－龍潭科學園區 |                       |
| L717 | 水仙甲線       | 勁揚通運 |                          |                       |
| L718 | 水仙乙線       | 勁揚通運 |                          |                       |
| L721 | 中興黃唐甲線   | 勁揚通運 |                          | 2016年8月15日新增路線 |
| L722 | 中興黃唐乙線   | 勁揚通運 |                          | 2016年8月15日新增路線 |
| L723 | 烏樹林龍祥甲線 | 勁揚通運 |                          | 2016年8月15日新增路線 |
| L725 | 烏樹林龍祥乙線 | 勁揚通運 |                          | 2016年8月15日新增路線 |
| L727 | 高原甲線       | 勁揚通運 |                          | 2016年8月15日新增路線 |
| L728 | 高原乙線       | 勁揚通運 |                          | 2016年8月15日新增路線 |

## 幸福巴士

### 觀音區
| 編號       | 起訖站                           | 經營業者               | 備註                                                          |
| ---------- | -------------------------------- | ---------------------- | ------------------------------------------------------------- |
| T512       | 觀音站－桃園長庚轉運站           | 桃園客運               | 原L512轉型                                                    |
| T512(真好) | 觀音站－桃園長庚轉運站           | 臺灣真好小客車租賃公司 | 原L512轉型                                                    |
| T512A      | 桃園長庚轉運站－高鐵桃園站       | 桃園客運               |                                                               |
| T513       | 白玉－高鐵桃園站                 | 臺灣真好小客車租賃公司 | 原L513轉型                                                    |
| T515       | 埔頂－高鐵桃園站                 | 臺灣真好小客車租賃公司 | 原L515轉型                                                    |
| T516       | 觀音行政園區－草漯               | 臺灣真好小客車租賃公司 | 原L516轉型                                                    |
| T516A      | 觀音站－草漯（延駛至高鐵桃園站） | 臺灣真好小客車租賃公司 | 原L516A轉型                                                   |
| T516B      | 觀音行政園區－草漯               | 桃園客運               | 原L516B轉型 繞駛觀音高中                                      |
| T517       | 觀音站－新坡                     | 臺灣真好小客車租賃公司 | 原L517轉型 往程繞駛廣福里，返程自新坡農會發車，不行經廣福里內 |
| T517A      | 觀音站－新坡（繞駛至蘭亭集序）   | 臺灣真好小客車租賃公司 | 往程繞駛廣福里，返程自新坡農會發車，不行經廣福里內            |

### 復興區
| 編號  | 路線名／起訖站 | 經營業者                        | 備註                                                           |
| ----- | -------------- | ------------------------------- | -------------------------------------------------------------- |
| F901  | 復興－市界     | 桃園客運 臺灣真好小客車租賃公司 | 原L801羅馬線；復興區免費市民公車轉型 不繞嘎色鬧                |
| F901A | 復興－市界     | 桃園客運                        | 原L801羅馬線；復興區免費市民公車轉型                           |
| F902  | 新興－復興     | 桃園客運 臺灣真好小客車租賃公司 | 原L802新興線；復興區免費市民公車轉型                           |
| F902A | 新興－復興     | 桃園客運                        | 原L802新興線；復興區免費市民公車轉型                           |
| F903  | 復興－佳志     | 臺灣真好小客車租賃公司          | 原L803前山線（東眼山線）；復興區免費市民公車轉型               |
| F905  | 復興－義興     | 臺灣真好小客車租賃公司          | 原L805前山線（義興線）；復興區免費市民公車轉型                 |
| F906  | 三民－東眼山   | 桃園客運                        | 原L806前山線（三民線）、L807東眼山二線；復興區免費市民公車轉型 |
| F907  | 復興－雪霧鬧   | 臺灣真好小客車租賃公司          |                                                                |
| F910  | 巴陵循環線     | 臺灣真好小客車租賃公司          |                                                                |
| F911  | 中山循環線     | 臺灣真好小客車租賃公司          |                                                                |

## 行經桃園市境內之非桃園市公車路線

### 新北市市區公車
| 編號           | 路線名／起訖站                            | 經營業者                   | 備註                                                                     |
| -------------- | ----------------------------------------- | -------------------------- | ------------------------------------------------------------------------ |
| 新北635        | 迴龍─臺北                                 | 三重客運                   | 直行新莊區中正路                                                         |
| 新北636        | 樹林中正路─捷運中山站                     | 三重客運                   | 行經臺北橋，去程設迴龍派出所                                             |
| 新北712        | 樹林俊興街─捷運亞東醫院站                 | 三重客運                   | 返程設迴龍派出所                                                         |
| 新北712副      | 樹林俊興街─土城醫院                       | 三重客運                   | 返程設迴龍派出所                                                         |
| 新北786        | 公西(華亞園區)─板橋                       | 三重客運                   | 行經新海橋、行政院新莊聯合辦公大樓                                       |
| 新北786區間車  | 公西(華亞園區)─捷運新莊站                 | 三重客運                   | 行經行政院新莊聯合辦公大樓                                               |
| 新北810        | 土城─迴龍(大慶蓮莊)                       | 三重客運                   | 行經新海橋，不進重客迴龍站                                               |
| 新北854        | 華亞園區─泰北路                           | 三重客運                   | 行經林口長庚醫院                                                         |
| 新北858        | 樹林─林口長庚醫院                         | 三重客運                   | 行經民安路                                                               |
| 新北898        | 樹林中正路─林口長庚醫院                   | 三重客運                   | 2015/04/28開通，去程設迴龍派出所                                         |
| 新北920        | 林口─板橋                                 | 臺北客運                   | 行經國道1號(中山高)、林口長庚醫院                                        |
| 新北925        | 林口─蘆洲                                 | 臺北客運                   | 行經國道1號(中山高)、林口長庚醫院                                        |
| 新北936        | 林口─捷運圓山站                           | 三重客運                   | 行經國道1號(中山高)、林口長庚醫院                                        |
| 新北937        | 林口─捷運圓山站                           | 大都會客運                 | 行經捷運林口站、國道1號(中山高)、林口長庚醫院                            |
| 新北945        | 林口─松山機場                             | 三重客運                   | 行經國道1號(中山高)、林口長庚醫院                                        |
| 新北946        | 林口─內湖科技園區                         | 三重客運                   | 行經國道1號(中山高)、林口長庚醫院                                        |
| 新北946副      | 林口─南勢街─內湖科技園區                  | 三重客運                   | 行經國道1號(中山高)、林口長庚醫院                                        |
| 新北966        | 林口竹林山觀音寺─中山高─台北車站          | 三重客運                   | 行經林口長庚醫院                                                         |
| 新北967        | 長庚大學/桃園酒廠─中山高速公路─台北市政府 | 三重客運                   | 行經林口長庚醫院、林口三井                                               |
| 新北985        | 三重客運新莊站─捷運龍山寺站               | 三重客運                   | 返程設迴龍派出所                                                         |
| 新北藍37       | 迴龍─捷運板橋站                           | 三重客運                   | 行經新莊區民安西路                                                       |
| 新北橘21       | 迴龍─新北產業園區                         | 三重客運                   | 行經捷運輔大站                                                           |
| 新北952        | 板橋─南崁                                 | 首都客運 桃園客運          | 行經國道1號、台65線                                                      |
| 新北 F126      | 廖添丁廟－林口長庚醫院                    | 小馬通運（八里區公所招標） | 原八里區免費社區巴士八里－林口長庚醫院線                                 |
| 新北 F205      | 福興里－林口長庚醫院                      | 新北市新莊區公所自行營運   | 新莊區免費社區巴士，原免費醫療專車林口長庚醫院中港頭前線                 |
| 新北 F206      | 新泰活動中心－林口長庚醫院                | 新北市新莊區公所自行營運   | 新莊區免費社區巴士，往程，原免費醫療專車林口長庚醫院新莊線               |
| 新北 F207      | 福營行政中心－林口長庚醫院                | 新北市新莊區公所自行營運   | 新莊區免費社區巴士，往程，原免費醫療專車林口長庚醫院福營線               |
| 新北 F206 F207 | 林口長庚醫院－福營行政中心－新泰活動中心  | 新北市新莊區公所自行營運   | 新莊區免費社區巴士，F206與F207返程路線                                   |
| 新北 F217      | 貴和兒童公園－林口長庚醫院                | 泰山區公所自行營運         | 原泰山－林口長庚醫院免費醫療接駁車                                       |
| 新北 F231      | 林口加油站－寶林路－長庚醫院              | 日華通運（林口區公所招標） | 原林口區免費社區巴士1號線                                                |
| 新北 F232      | 林口加油站－國際新星社區－長庚醫院        | 日華通運（林口區公所招標） | 原林口區免費社區巴士2號線                                                |
| 新北 F235      | 瑞平國小－林口加油站－長庚醫院            | 日華通運（林口區公所招標） | 原林口區免費社區巴士5號線                                                |
| 新北 F237      | 出水坑－林口加油站                        | 日華通運（林口區公所招標） | 原林口區免費社區巴士7號線                                                |
| 新北 F250      | 太平社區－菁埔－長庚醫院                  | 日華通運（林口區公所招標） | 原林口區免費社區巴士12號線                                               |
| 新北 F611      | 大學風呂－長庚醫院                        |                            | 區間車僅行駛樹林區公所至長庚醫院桃園分院，原樹林區免費社區巴士長庚醫院線 |
| 新北 F630      | 長福停車場－長庚醫院                      |                            | 經恩主公醫院，原三峽區免費社區巴士長庚醫院線                             |
| 新北 F655      | 鶯歌區公所－長庚醫院                      | 日華通運（鶯歌區公所招標） | 原鶯歌區免費社區巴士長庚醫療線                                           |
| 新北 F657      | 昌福國小－長庚總院                        |                            |                                                                          |

### 公路客運
| 編號 | 路線名／起訖站         | 經營業者 | 備註 |
| ---- | ---------------------- | -------- | ---- |
| 5620 | 新竹－中壢（經關西）   | 亦捷科際 |      |
| 5634 | 竹東－中壢（經關西）   | 捷乘客運 |      |
| 5640 | 新埔－龍潭（經三水）   | 捷乘客運 |      |
| 5641 | 新埔－楊梅（經清水）   | 捷乘客運 |      |
| 5642 | 新埔－楊梅（經北坑口） | 捷乘客運 |      |

### 國道客運
| 編號  | 路線名／起訖站                             | 經營業者                   | 備註                                                            |
| ----- | ------------------------------------------ | -------------------------- | --------------------------------------------------------------- |
| 1356  | 南崁－中山高速公路－圓山轉運站             | 葛瑪蘭客運                 | 部分班次行經南崁中山路（1356A）                                 |
| 1610  | 台北－高雄                                 | 統聯客運                   | 行經中壢服務區，部分車次行經 經國轉運站                         |
| 1611  | 台北－台南                                 | 統聯客運                   | 行經中壢服務區，部分車次行經 經國轉運站                         |
| 1613  | 台北－屏東                                 | 統聯客運                   | 行經中壢服務區                                                  |
| 1616  | 台北－員林                                 | 統聯客運                   | 行經中壢服務區                                                  |
| 1617  | 台北－豐原－東勢                           | 統聯客運                   | 行經中壢服務區，部分車次行經林口站                              |
| 1618  | 台北－嘉義                                 | 統聯客運                   | 行經中壢服務區，部分車次行經林口站                              |
| 1619  | 台北－台灣大道－台中                       | 統聯客運                   | 行經中壢服務區                                                  |
| 1620  | 台北－中清路－台中                         | 統聯客運                   | 行經中壢服務區，部分車次行經林口站                              |
| 1623  | 臺中市－國道1號－臺灣桃園國際機場          | 統聯客運                   |                                                                 |
| 1627  | 中壢服務區－臺灣桃園國際機場               | 統聯客運                   | 機場接駁路線，不獨立售票                                        |
| 1628  | 台北－麻豆－佳里－漚汪                     | 統聯客運                   | 行經中壢服務區、中壢站，部分班次延駛苓仔寮、學甲站              |
| 1630  | 台北－西港                                 | 統聯客運                   | 行經中壢服務區、林口站                                          |
| 1632  | 台北－草屯－竹山                           | 統聯客運                   | 行經中壢服務區、林口站                                          |
| 1633  | 台北－北港－三條崙                         | 統聯客運                   | 行經中壢服務區、林口站                                          |
| 1635  | 台北－虎尾－三條崙                         | 統聯客運                   | 行經中壢服務區、林口站                                          |
| 1636  | 台北－西螺－四湖－三條崙                   | 統聯客運                   | 行經中壢服務區、林口站                                          |
| 1637  | 台北－西螺－林厝寮－三條崙                 | 統聯客運                   | 行經中壢服務區、林口站                                          |
| 1638  | 台北－朴子－東石                           | 統聯客運                   | 行經中壢服務區、林口站                                          |
| 1639  | 台北－布袋                                 | 統聯客運                   | 行經中壢服務區、林口站                                          |
| 1652  | 台北－鹿港－芳苑                           | 統聯客運                   | 行經林口站                                                      |
| 1661  | 宜蘭地區轉運站－桃園國際機場               | 統聯客運                   | 行經林口站、經國轉運站                                          |
| 1661A | 宜蘭地區轉運站－桃園國際機場               | 統聯客運                   |                                                                 |
| 1662  | 桃園市桃園區－臺北市松山區(松山機場)       | 統聯客運                   |                                                                 |
| 1667  | 臺北－國道3號－臺中                        | 統聯客運                   | 行經龍潭站                                                      |
| 1728  | 台北－新竹                                 | 亞聯客運                   | 行經龍潭站                                                      |
| 1803  | 基隆（火車站）－南京東路－三重－桃園－中壢 | 國光客運                   |                                                                 |
| 1804  | 基隆－新竹                                 | 國光客運                   | 行經林口站                                                      |
| 1816  | 臺北車站－經國路－桃園                     | 國光客運                   | 行駛動線：桃園→大有路→臺北（西A站） 僅單向行駛                  |
| 1818  | 臺北車站－中壢                             | 國光客運                   |                                                                 |
| 1819  | 臺北車站－臺灣桃園國際機場                 | 國光客運                   |                                                                 |
| 1820  | 臺北（轉運站）－竹東                       | 國光客運                   | 行經龍潭站                                                      |
| 1821  | 臺北（轉運站）－員樹林－竹東               | 國光客運                   |                                                                 |
| 1823  | 臺北（轉運站）－竹南                       | 國光客運                   | 部分班次行經林口站                                              |
| 1824  | 臺北（轉運站）－苗栗                       | 國光客運                   | 部分班次行經林口站                                              |
| 1837  | 臺北（轉運站）－臺南                       | 國光客運                   | 行經林口站                                                      |
| 1838  | 臺北（轉運站）－高雄                       | 國光客運                   | 部分班次行經林口站                                              |
| 1839  | 臺北（轉運站）－屏東                       | 國光客運                   | 行經林口站                                                      |
| 1840  | 臺北（松山機場）－臺灣桃園國際機場         | 國光客運                   |                                                                 |
| 1841  | 臺北（松山機場）－南崁－臺灣桃園國際機場   | 國光客運                   |                                                                 |
| 1842  | 臺北（松山機場）－大園                     | 國光客運                   |                                                                 |
| 1843  | 臺北（南港展覽館）－桃園機場               | 國光客運                   |                                                                 |
| 1851  | 板橋－臺中                                 | 國光客運                   | 行經龍潭站                                                      |
| 1852  | 板橋－國道3號－臺中                        | 國光客運                   | 行經龍潭站                                                      |
| 1860  | 臺灣桃園國際機場－臺中                     | 國光客運                   |                                                                 |
| 1861  | 桃園－臺中                                 | 國光客運                   |                                                                 |
| 1862  | 桃園－高雄                                 | 國光客運                   |                                                                 |
| 1863  | 中壢－臺中                                 | 國光客運                   |                                                                 |
| 1865  | 新竹－林口                                 | 國光客運                   |                                                                 |
| 1960  | 市府轉運站－桃園機場                       | 大有巴士                   |                                                                 |
| 1961  | 台北車站－桃園機場                         | 大有巴士                   |                                                                 |
| 1962  | 板橋－桃園機場                             | 大有巴士                   | 經捷運永寧站                                                    |
| 1968  | 新店－桃園機場                             | 大有巴士                   | 經捷運七張站，景安站，三峽恩主公醫院                            |
| 2000  | 桃園龜山－臺北長庚                         | 汎航通運                   | 林口長庚－臺北長庚                                              |
| 2003  | 桃園龜山－桃園市                           | 汎航通運                   | 林口長庚－桃園                                                  |
| 2004  | 桃園龜山－中壢市                           | 汎航通運                   | 林口長庚－中壢                                                  |
| 2022  | 臺北市－中壢區                             | 中興大業巴士               |                                                                 |
| 5116  | 桃園市－臺北長庚醫院                       | 桃園客運                   | 終點站為松山機場                                                |
| 5203A | 臺北市－桃園市蘆竹區六福路口               | 亦捷科際 亞通客運 國光客運 |                                                                 |
| 5250  | 臺北市－中山高－南崁－桃園市大園區         | 亞通客運                   |                                                                 |
| 5250A | 臺北市－中山高－奉化路－大園               | 亞通客運                   | 部分班次行駛至南竹中正北路口（5250B）                           |
| 5350  | 松山機場－小人國－六福村                   | 台聯客運                   |                                                                 |
| 6606  | 豐原－臺北                                 | 豐原客運                   | 行經林口站，部分班次行經中壢服務區                              |
| 7000  | 斗六－臺北                                 | 統聯客運                   | 行經桃園長庚轉運站                                              |
| 7005  | 民雄－臺北                                 | 統聯客運                   | 行經桃園長庚轉運站                                              |
| 7500  | 臺南市－中山高－臺北市                     | 和欣客運                   | 部分車次行經桃園（南崁）站                                      |
| 7504  | 板橋－台中                                 | 和欣客運                   | 行經中壢站                                                      |
| 7505  | 板橋－台南                                 | 和欣客運                   | 部分車次行經中壢站                                              |
| 7513  | 臺北－高雄                                 | 和欣客運                   | 部分車次行經經國轉運站                                          |
| 9001  | 臺北市東南區－國道3號－中壢區              | 中壢客運 台聯客運 國光客運 |                                                                 |
| 9005  | 桃園市西北區－國道1號－台北東區            | 三重客運 桃園客運          | 部分班次行經永安路（9005A）                                     |
| 9009  | 桃園市西北區－國道3號－台北東區            | 指南客運 中壢客運          |                                                                 |
| 9023  | 捷運劍潭站－國道1號－桃園                  | 台北客運 桃園客運          |                                                                 |
| 9025  | 松山機場－國道1號－中壢                    | 台北客運 桃園客運          |                                                                 |
| 9069  | 桃園市大有特區－國道1號－南港展覽館        | 指南客運 中壢客運          |                                                                 |
| 0968  | 桃園市蘆竹區（大竹）－國道1號－圓山轉運站  | 葛瑪蘭客運 亞通客運        | 兩側端點為大竹消防隊－庫倫街口；部分班次延駛至開南大學（0968A） |

## 已停駛路線
- 標示*的路線表示這條路線與現存路線之號碼相同，但沒有直接關係。
- 標示*1、*2...等表示不同時間開築的相同號碼路線。
- 所有平鎮路線實際皆為中壢發車。

| 編號      | 系統     | 舊編號 | 路線名／起訖站             | 經營業者          | 備註 |
| --------- | -------- | ------ | -------------------------- | ----------------- | --- |
| N/A       | 中壢市區 | 0南/北 | 中壢－士校                 | 桃園客運          | 2004年11月1日變更編號為112南/北 中壢－士校                                                                                         |
| N/A       | 中壢市區 | 0東/西 | 中壢－環西路               | 桃園客運          | 2004年11月1日變更編號為113西/東 中壢－環西路                                                                                       |
| N/A       | 中壢市區 | 2*     | 中壢─工業區                | 中壢客運          | 停駛日待查 |
| N/A       | 桃園市區 | 2甲    | 桃園─大安國小              | 桃園客運          | 2004年11月1日與桃園3路整併變更為103桃園－和平路                                                                                    |
| N/A       | 桃園市區 | 3      | 桃園─福安                  | 桃園客運          | 2004年11月1日與桃園2甲路整併變更為103桃園－和平路                                                                                  |
| N/A       | 中壢市區 | 3南    | 中壢─忠貞                  | 中壢客運          | 2008年5月1日裁撤 大致同桃客112南(龍岡路站位略有不同)                                                                               |
| N/A       | 中壢市區 | 3北    | 中壢─忠貞                  | 中壢客運          | 2008年5月1日裁撤 同桃客112北(龍岡路站位略有不同)                                                                                   |
| N/A       | 桃園市區 | 5      | 桃園─忠烈祠                | 桃園客運          | 2004年11月1日與桃園5乙路整併變更為5桃園－大有路                                                                                    |
| N/A       | 桃園市區 | 5乙    | 桃園─假日飯店              | 桃園客運          | 2004年11月1日與桃園5路整併變更為5桃園－大有路                                                                                      |
| N/A       | 桃園市區 | 6      | 桃園─中埔新村              | 桃園客運          | 2004年11月1日變更為105桃園－敏盛醫院                                                                                               |
| N/A       | 桃園市區 | 10甲   | 桃園－鹽務路               | 桃園客運          | 2008年1月7日停駛 |
| N/A       | 桃園市區 | 11     | 桃園－西埔                 | 桃園客運          | 2004年11月1日變更為106桃園－大竹                                                                                                   |
| N/A       | 中壢市區 | 13     | 中壢－工業區               | 桃園客運          | 2004年11月1日變更為110中壢－文化路                                                                                                 |
| N/A       | 桃園市區 | 16     | 桃園－中路北街             | 桃園客運          | 2004年11月1日變更為107桃園－中平路                                                                                                 |
| N/A       | 中壢市區 | 17     | 中壢－鎮江加油站           | 桃園客運          | 2004年11月1日變更為111中壢－南勢                                                                                                   |
| N/A       | 中壢市區 | 18     | 中壢─霄裡                  | 桃園客運          | 2007年3月1日停駛 |
| N/A       | 桃園市區 | 18     | 桃園─大業路                | 桃園客運          | 停駛日不詳(應早於2005年) |
| N/A       | 桃園市區 | 19     | 桃園－東勇街               | 桃園客運          | 2004年11月1日變更番號為108桃園－東勇街                                                                                             |
| N/A       | 桃園市區 | 20     | 桃園－省立醫院             | 桃園客運          | 2004年11月1日變更為109桃園－內壢火車站                                                                                             |
| N/A       | 桃園市區 | 103*   | 桃園－和平路               | 桃園客運          | 2007年3月1日與108路線合併改線 原分103甲(逆環)、103乙(順環)線，與今103路起訖相同但路線差別甚大。                                    |
| N/A       | 桃園市區 | 105    | 桃園－敏盛醫院             | 桃園客運          | 2007年3月1日停駛 |
| N/A       | 桃園市區 | 108    | 桃園－東勇街               | 桃園客運          | 2007年3月1日停駛 |
| N/A       | 中壢市區 | 112北  | 中壢─士校                  | 桃園客運          | 2008年5月1日轉交中壢客運營運 同壢客3北(龍岡路站位略有不同)                                                                         |
| N/A       | 中壢市區 | 113東  | 中壢─環西路                | 桃園客運          | 2008年6月1日停駛 順環，經中央東西路、環西路、育達路、延平路。                                                                      |
| N/A       | 中壢市區 | 113西  | 中壢─環西路                | 桃園客運          | 2008年6月1日停駛 逆環，經中央東西路、環西路、育達路、延平路。                                                                      |
| N/A       | 桃園市區 | 116    | 長榮－監理站               | 亞通客運          | 停駛日待查 |
| N/A       | 中壢市區 | 平1    | 中壢－壢新醫院             | 中壢客運          | 停駛日待查 |
| N/A       | 中壢市區 | 平2*1  | 中壢－？                   | 中壢客運          | 2004年11月1日與平3整併為115中壢－平東路                                                                                            |
| N/A       | 中壢市區 | 平2*2  | 平鎮－東勢國小             | 中壢客運          | 停駛日待查 |
| N/A       | 中壢市區 | 平3    | 中壢－？                   | 中壢客運          | 2004年11月1日與平2整併為115甲(順環)/乙(逆環)中壢－平東路                                                                           |
| N/A       | 快速公車 | ？     | 新屋－中壢                 | 中壢客運          | 本路線從未行駛過 |
| 110       | 市區公車 |        | 中壢─文化路（內壢）        | 桃園客運          | 不經內壢火車站 2020年6月1日停駛 |
| 121       | 市區公車 |        | 捷運環北站─龍岡圓環        | 中壢客運          | 2019年9月16日通車。 因試辦成效不佳，於2019年12月16日停駛                                                                           |
| 122A      | 市區公車 |        | 中壢－萬能科技大學         | 中壢客運          | 停駛日待查 |
| 126       | 市區公車 | 6*     | 中壢─忠愛莊                | 中壢客運          | 因營運期限屆滿，於2019年12月16日停駛                                                                                               |
| 127       | 市區公車 | 7*     | 桃園─北區國稅局            | 中壢客運          | 經桃園農工、桃園巨蛋、桃園高中、桃園榮民醫院 因營運期限屆滿，於2019年12月16日停駛                                                  |
| 131       | 市區公車 | 11     | 中壢─富源                  | 中壢客運          | 2021年9月1日停駛 |
| 132A      | 市區公車 | 2A     | 中壢─中央大學─高鐵桃園站   | 桃園客運          | 2020年9月7日變更為173中央大學─高鐵桃園站                                                                                           |
| 150       | 桃園市區 | 10*    | 桃園─煉油廠                | 桃園客運          | *經文昌國中、會稽國小 與106路線（中壢客運桃園6路線）重疊，僅桃園端行駛動線略有不同 停駛日不詳(可能為2013年11月間)                  |
| 166       | 市區公車 |        | 下內定－中壢區公所         | 亞通客運          | 經內壢 2022年3月1日通車。 因試辦成效不佳，於2022年6月1日停駛                                                                       |
| 208B      | 市區公車 |        | A19桃園體育園區站－八德    | 統聯客運          | 經霄裡、內壢、大江購物中心 2022年8月22日新增。 因試辦成效不佳，於2023年2月22日停駛                                                 |
| 209       | 市區公車 |        | 捷運山鼻站－同心一路       | 桃園客運          | 2018年3月12日通車。 因營運期限屆滿不續營，於2023年3月20日停駛，並合併209A、209B，縮短路線為309銘傳大學－捷運山鼻站                 |
| 209A      | 市區公車 |        | 捷運山鼻站－同心一路       | 桃園客運          | 2018年3月12日通車。 繞駛銘傳大學 因營運期限屆滿不續營，於2023年3月20日停駛，並合併209、209B，縮短路線為309銘傳大學－捷運山鼻站     |
| 209B      | 市區公車 |        | 捷運山鼻站－同心一路       | 桃園客運          | 2018年3月12日通車。 繞駛銘傳大學 因營運期限屆滿不續營，於2023年3月20日停駛，並合併209、209B，縮短路線為309銘傳大學－捷運山鼻站     |
| 211       | 市區公車 |        | 捷運高鐵桃園站－楊梅火車站 | 統聯客運          | 2019年7月16日通車。 因試辦成效不佳，於2019年10月16日停駛                                                                           |
| 216       | 市區公車 |        | 八德擴大重劃區－中央大學   | 亞通客運          | 2022年9月12日通車。 因試辦成效不佳，於2023年1月16日停駛                                                                            |
| 217       | 市區公車 |        | 青埔環線                   | 亞通客運          | 2023/9/1~2024/2/29試辦行駛六個月(僅平日) 因成效不佳，2024年3月1日起改與桃園捷運合作，調整為機捷接駁公車，試辦免費搭乘三個月。      |
| 218       | 市區公車 |        | 八德－鶯歌火車站           | 統聯客運          | 2023年8月1日通車。 因試辦成效不佳，於2023年9月8日停駛。                                                                            |
| 228A      | 市區公車 |        | 中路藍線                   | 桃園客運          | 經大湳 2020年8月1日通車。 因試辦期限到期，於2023年1月1日停駛                                                                       |
| 302B      | 市區公車 |        | 桃園－桃園國際棒球場       | 桃園客運          | 經經國轉運站、南竹路、大竹 2022年8月22日新增。 因試辦期限到期，於2023年2月22日停駛                                                 |
| 309       | 市區公車 | 209    | 銘傳大學－捷運山鼻站       | 桃園客運          | 經大有、桃園藝文特區、南崁 2023年3月20日通車。 因試辦期限到期，於2023年9月20日停駛，並變更編號及動線為309A銘傳大學－捷運山鼻站     |
| 309A      | 市區公車 | 309    | 銘傳大學－捷運山鼻站       | 桃園客運          | 經大有、桃園藝文特區、南崁 2023年9月20日通車。 因試辦期限到期，於2024年3月20日停駛，並變更編號及調整班次為309B銘傳大學－捷運山鼻站 |
| 309C      | 市區公車 | 309C   | 銘傳大學－蘆竹區公所       | 桃園客運          | 經大有、桃園藝文特區、南崁 於2024年3月20日轉為正式路線，並變更編號為309銘傳大學－蘆竹區公所                                        |
| 602       | 市區公車 |        | 桃園大有路－捷運迴龍站     | 三重客運          | 2018年10月29日通車。 因營運期限屆滿不續營，於2024年2月1日停駛                                                                      |
| 605       | 市區公車 |        | 長庚醫院－捷運迴龍站       | 三重客運          | 經青山路 2022年1月11日通車。 因試辦成效不佳，於2022年7月10日停駛                                                                   |
| 605A      | 市區公車 | 605    | 長庚醫院－捷運迴龍站       | 三重客運          | 經青山路 2022年8月1日通車。 因試辦期限到期，於2023年2月13日停駛，並變更動線為605B長庚醫院－捷運迴龍站                              |
| 605B      | 市區公車 | 605A   | 長庚醫院－捷運迴龍站       | 三重客運          | 經青山路 2023年2月13日通車。 因試辦成效良好，於2023年8月1日轉型為正式路線，並變更編碼為607長庚醫院－捷運迴龍站                     |
| 702A      | 快速公車 |        | 大溪－林口長庚醫院         | 桃園客運          | 經八德 2019年6月1日通車。 因試辦成效不佳，於2019年9月13日停駛                                                                      |
| 705       | 快速公車 | 705    | 高鐵桃園站─桃園國際機場    | 統聯客運          | 2019年7月1日停駛 |
| 710A      | 快速公車 |        | 大溪觀光橋─捷運永寧站      | 捷順交通          | 2019年4月1日停駛 原班次併入710路線                                                                                                 |
| 710A      | 快速公車 |        | 崎頂－捷運永寧站           | 亞通客運          | 2024年3月30日停駛 |
| 710C      | 快速公車 |        | 內柵─大溪觀光橋─捷運永寧站 | 捷順交通          | 2019年4月1日停駛 原班次併入710B路線                                                                                                |
| 712A      | 快速公車 |        | 龍潭－捷運永寧站           | 桃園客運          | 經石園路 2019年10月1日通車。 因試辦成效不佳，於2020年1月18日停駛                                                                   |
| 715A      | 快速公車 |        | 八德－捷運永寧站           | 統聯客運          | 經介壽路、和平路、大湳交流道、土城交流道 2019年5月1日通車。 因配合八德轉運站啟用及路線第一階段調整，於2024年2月19日停駛            |
| 715B      | 快速公車 |        | 八德－捷運永寧站           | 統聯客運          | 經興豐路 2019年11月1日通車。 因試辦成效不佳，於2020年1月31日停駛                                                                   |
| 715C      | 快速公車 |        | 溪濱公園－捷運永寧站       | 統聯客運          | 經興豐路、大湳交流道、土城交流道 2020年2月1日通車。 因試辦成效不佳，於2020年4月30日停駛                                            |
| 718       | 快速公車 |        | 桃園後站－高鐵桃園站       | 指南客運          | 2021年3月4日通車。 因試辦成效不佳，於2021年5月24日停駛                                                                             |
| 718       | 快速公車 |        | 建安宮－長庚醫院           | 桃園客運          | 經環南路、中壢交流道 2023年4月6日通車。 因試辦成效不佳，於2023年10月6日停駛                                                        |
| 720       | 快速公車 |        | 桃園市政府－板橋           | 中壢客運 指南客運 | 經北二高 2023年6月1日通車。 因試辦成效不佳，於2023年9月1日停駛                                                                     |
| L127      | 免費公車 |        | 黃線                       | 桃園客運          | 2016年1月16日停駛 |
| L128      | 免費公車 |        | 三民線                     | 桃園客運          | 2020年3月1日停駛 |
| L201      | 免費公車 |        | 外環紅線                   | 桃園客運          | 2020年8月1日停駛 |
| L202      | 免費公車 |        | 外環藍線                   | 桃園客運          | 2020年8月1日停駛 |
| L212      | 免費公車 |        | 山子頂紅線                 | 桃園客運          | 2020年8月1日停駛 |
| L213      | 免費公車 |        | 山子頂藍線                 | 桃園客運          | 2020年8月1日停駛 |
| L301      | 免費公車 |        | 綠線                       | 桃園客運          | 2020年5月10日停駛 |
| L307      | 免費公車 |        | 紫線                       | 桃園客運          | 2020年6月1日停駛 |
| L308      | 免費公車 |        | 青山線                     | 桃園客運          | 2020年6月1日停駛 |
| L312 L313 | 免費公車 |        | 嶺頂線                     | 桃園客運          | 2020年6月1日停駛 |
| L315      | 免費公車 |        | 大坑紅線                   | 桃園客運          | 2016年5月1日停駛 |
| L316      | 免費公車 |        | 大坑藍線                   | 桃園客運          | 2020年5月1日停駛 |
| L320      | 免費公車 |        | 長庚直達綠線               | 桃園客運          | 2020年6月1日停駛 |
| L321      | 免費公車 |        | 長庚直達黃線               | 桃園客運          | 2020年6月1日停駛 |
| L322      | 免費公車 |        | 兔坑紅線                   | 桃園客運          | 2020年8月1日停駛，轉型爲市區公車                                                                                                   |
| L323      | 免費公車 |        | 兔坑藍線                   | 桃園客運          | 2020年8月1日停駛，轉型爲市區公車                                                                                                   |
| L328      | 免費公車 |        | 大埔線                     | 桃園客運          | 2020年5月1日停駛 |
| L501      | 免費公車 |        | 紅線                       | 亞通客運          | 林口長庚醫院關懷福利專車，2020年8月1日停駛                                                                                         |
| L509      | 免費公車 |        | 願景館線                   | 亞通客運          | 2020年5月1日停駛 |
| L510      | 免費公車 |        | 行政園區線                 | 桃園客運          | 2020年5月1日停駛 |
| L511      | 免費公車 |        | 愛心福利專車A線            | 桃園客運          | 2020年6月15日停駛 原班次併入L513路線                                                                                               |
| L605B     | 免費公車 |        | 高鐵線                     | 桃園客運          | 延駛長庚醫院，去程延駛永安漁港 2021年2月1日停駛                                                                                    |
| L606      | 免費公車 |        | 長庚醫院線                 | 桃園客運          | 2020年6月1日停駛 |
| L607      | 免費公車 |        | 秀才雙榮線                 | 金台通運          | 2020年8月1日停駛，轉型爲市區公車                                                                                                   |
| L616      | 免費公車 |        | 台北新都線                 | 金台通運          | 2020年8月1日停駛，轉型爲市區公車                                                                                                   |
| L702      | 免費公車 |        | 河東支線                   | 桃園客運          | 2020年5月1日停駛 |
| L709      | 免費公車 |        | 醫療線                     | 桃園客運          | 2020年6月1日停駛 |
| L710      | 免費公車 |        | 大鶯線                     | 桃園客運          | 2020年5月1日停駛 |
| L711      | 免費公車 |        | 河東線假日1線              | 桃園客運          | 2020年5月1日停駛 |
| L713      | 免費公車 |        | 東三線                     | 桃園客運          | 2017年1月1日停駛 |
| L719      | 免費公車 |        | 三官宮線                   | 桃園客運          | 2020年5月1日停駛 |
| L720      | 免費公車 |        | 北水局線                   | 桃園客運          | 2015年7月1日通車。 2020年8月1日停駛，轉型爲市區公車                                                                                |
| L726      | 免費公車 |        | 三坑大平線                 | 桃園客運          | 2016年8月15日新增路線，於2020年6月1日停駛                                                                                          |

## 備註
1. 1 2  桃園客運與中壢客運各有一條中壢市區6路，但路線完全不同
2. 1 2  桃園客運與中壢客運各有一條桃園市區9路，但路線完全不同
3. 1 2  桃園客運與中壢客運各有一條桃園市區10路，但路線完全不同
4. 1 2  桃園客運與中壢客運各有一條桃園市區7路，但路線完全不同
5. 1 2 3 4 5 6 7  http://www.tysh.net/yan.php?yan=view&id=1519%5B%5D
6. 1 2 3  .   [2011-02-07]. （原始内容存档于2019-06-30）.
7. ↑  https://web.archive.org/web/20040604112049/http://clb.myweb.hinet.net/bus_fast4.htm

## 外部連結
- 公路客運乘車資訊查詢系統 （页面存档备份，存于）
- 桃園市公車動態系統 （页面存档备份，存于）
- 桃園客運 （页面存档备份，存于）（繁體中文）
- 中壢客運 （页面存档备份，存于）（繁體中文）
- 亞通客運 （页面存档备份，存于）
- 統聯客運 （页面存档备份，存于）
- 中興巴士暨關係企業 | 中興．光華．指南．淡水．新北 （页面存档备份，存于）
- 三重客運 （页面存档备份，存于）
- 桃園市免費市民公車 （页面存档备份，存于）